# Platypalpus tonsus
Platypalpus tonsus är en tvåvingeart som först beskrevs av Collin 1961.  Platypalpus tonsus ingår i släktet Platypalpus och familjen puckeldansflugor. Inga underarter finns listade i Catalogue of Life.